# Agrilodia
Agrilodia es un género de escarabajos de la familia Buprestidae.

## Especies
- Agrilodia hirundo (Chevrolat, 1838)
- Agrilodia iris (Gory, 1841)
- Agrilodia leopardina Obenberger, 1943
- Agrilodia oporina Obenberger, 1924
- Agrilodia paraguayensis Obenberger, 1923